# Distretto di Hojai
Il distretto di Hojai è un distretto dello stato dell'Assam in India. Il suo capoluogo è Hojai.
È stato costituito a partire dal 15 agosto 2015 scorporando parte del territorio del distretto di Nagaon.